# Medvědí skála
Der Medvědí skála (deutsch: Bärenstein, auch Bernsteinberg) ist ein 924 m hoher Berg im tschechischen Teil des Erzgebirges.

## Lage und Umgebung
Der Berg liegt drei Kilometer südwestlich von Mikulovice auf dem Gebiet der Gemeinde Nová Ves v Horách und bildet mit dem Lesenská pláň (Hübladung) die größte Berggruppe im mittleren Teil des Erzgebirges. Die Berge liegen zwischen dem sächsischen Olbernhau und der tschechischen Stadt Litvínov und werden von den Tälern der Flüsse Natzschung, Schweinitz und der Flöha umgeben. 
Als Station Nr. 14 Bernsteinberg war der Gipfel in den 60er-Jahren des 19. Jahrhunderts eine Station 1. Ordnung der Königlich-Sächsischen Triangulation. 
Der Medvědí skála ist schwierig zu besteigen, da er teilweise von Hochmooren umgeben ist und es keine angelegten Wege gibt.